# Аниканово (Орловская область)
Аника́ново — деревня в Мценском районе Орловской области России. Административный центр Аникановского сельского поселения.

## География
Деревня находится в северной части Орловской области, в лесостепной зоне, в пределах центральной части Среднерусской возвышенности, к югу от реки Ока, на расстоянии примерно 7 км (по прямой) к западу от города Мценск, административного центра района. Абсолютная высота — 223 м над уровнем моря.
Климат
Климат характеризуется как умеренно континентальный с умеренно морозной зимой и теплым, иногда жарким летом. Средняя многолетняя температура самого холодного месяца — января, составляет −9,4 °С, температура самого теплого +19 °С.
Часовой пояс
Деревня Аниканово, как и вся Орловская область, находится в часовой зоне МСК (московское время). Смещение применяемого времени относительно UTC составляет +3:00.

## Население
| 2002 | 2010 |
| ---- | ---- |
| 199  | ↗215 |

Половой состав
По данным Всероссийской переписи населения 2010 года, в гендерной структуре населения мужчины составляли 43,7 %, женщины — соответственно 56,3 %.
Национальный состав
Согласно результатам переписи 2002 года, в национальной структуре населения русские составляли 93 % из 199 чел.

## Улицы
| - ул. Ветеранов, - ул. Интернациональная, - ул. Лесная, | - ул. Молодёжная, - ул. Центральная, - пер. Школьный. |

## Инфраструктура
В деревне действуют основная школа, фельдшерско-акушерский пункт, дом культуры и библиотека.